# Weltervikt i grekisk-romersk stil i brottning vid olympiska sommarspelen 1984
Herrarnas brottningsturnering i grekisk-romersk stil i viktklassen weltervikt vid olympiska sommarspelen 1984 avgjordes i Anaheim Convention Center i Anaheim. 

## Medaljörer
| Klass      | Guld                     | Silver                   | Brons                  |
| Weltervikt | Jouko Salomäki · Finland | Roger Tallroth · Sverige | Ștefan Rusu · Rumänien |

## Resultat
- TO — Vinst genom fall
- SP — Vinst genom överlägsenhet, 12-14 poängs skillnad, förloraren med poäng
- SO — Vinst genom överlägsenhet, 12-14 poängs skillnad, förloraren utan poäng
- ST — Vinst genom teknisk överlägsenhet, 15 poäng skillnad
- PP — Vinst genom poäng, förloraren med tekniska poäng
- PO — Vinst genom poäng, förloraren utan tekniska poäng
- PA — Vinst genom att motståndaren skadas
- DQ — Vinst genom förverkande
- D2 — Båda brottarna diskvalificerade på grund av passivitet  (0-0 poäng)
- DNA — Dök inte upp
- L — Förluster
- ER — Elimineringsrunda
- CP — Klassificeringspoäng
- TP — Tekniska poäng

- PA — Vinst genom att motståndaren skadats

### Elimineringsrunda

#### Pool A
| L              |                           | CP        | TP       |                           | L        |          |
| Omgång 1       | Omgång 1                  | Omgång 1  | Omgång 1 | Omgång 1                  | Omgång 1 | Omgång 1 |
| -------------- | ------------------------- | --------- | -------- | ------------------------- | -------- | -------- |
| 1              | Oscar Strático (ARG)      | 0-4 ST    | 0-12     | Karl-Heinz Helbing (FRG)  | 0        |          |
| 0              | Kim Young-Nam (KOR)       | 3-1 PP    | 12-6     | Christopher Catalfo (USA) | 1        |          |
| 1              | Issam Awarke (LIB)        | 0-4 ST    | 0-13     | Martial Mischler (FRA)    | 0        |          |
| 1              | Takahiro Mukai (JPN)      | 1-3 PP    | 9-10     | Celal Taşkıran (TUR)      | 0        |          |
| 0              | Roger Tallroth (SWE)      |           |          | Bye                       |          |          |
| Omgång 2       |                           |           |          |                           |          |          |
| 0              | Roger Tallroth (SWE)      | 4-0 ST    | 12-0     | Oscar Strático (ARG)      | 2        |          |
| 1              | Karl-Heinz Helbing (FRG)  | 1-3 PP    | 2-7      | Kim Young-Nam (KOR)       | 0        |          |
| 1              | Christopher Catalfo (USA) | 4-0 DQ    | 1:40     | Issam Awarke (LIB)        | 2        |          |
| 0              | Martial Mischler (FRA)    | 4-0 ST    | 13-1     | Takahiro Mukai (JPN)      | 2        |          |
| 0              | Celal Taşkıran (TUR)      |           |          | Bye                       |          |          |
| Omgång 3       |                           |           |          |                           |          |          |
| 1              | Celal Taşkıran (TUR)      | 0-3.5 PS  | 5:13     | Roger Tallroth (SWE)      | 0        |          |
| 2              | Karl-Heinz Helbing (FRG)  | .5-3.5 SP | 3-13     | Christopher Catalfo (USA) | 1        |          |
| 0              | Kim Young-Nam (KOR)       | 3-1 PP    | 7-3      | Martial Mischler (FRA)    | 1        |          |
| Omgång 4       |                           |           |          |                           |          |          |
| 2              | Celal Taşkıran (TUR)      | 1-3 PP    | 3-9      | Kim Young-Nam (KOR)       | 0        |          |
| 0              | Roger Tallroth (SWE)      | 3.5-.5 SP | 13-4     | Christopher Catalfo (USA) | 2        |          |
| 1              | Martial Mischler (FRA)    |           |          | Bye                       |          |          |
| Sista omgången |                           |           |          |                           |          |          |
|                | Kim Young-Nam (KOR)       | 3-1 PP    | 7-3      | Martial Mischler (FRA)    |          |          |
|                | Martial Mischler (FRA)    | 0-3.5 PS  | 5:46     | Roger Tallroth (SWE)      |          |          |
|                | Roger Tallroth (SWE)      | 3.5-0 SO  | 11-0     | Kim Young-Nam (KOR)       |          |          |

| Brottare                  | L | ER | CP  | Sista |
| ------------------------- | - | -- | --- | ----- |
| Roger Tallroth (SWE)      | 0 | -  | 11  | 7     |
| Kim Young-Nam (KOR)       | 0 | -  | 12  | 3     |
| Martial Mischler (FRA)    | 1 | -  | 9   | 1     |
| Christopher Catalfo (USA) | 2 | 4  | 9   |       |
| Celal Taşkıran (TUR)      | 2 | 4  | 4   |       |
| Karl-Heinz Helbing (FRG)  | 2 | 3  | 5.5 |       |
| Takahiro Mukai (JPN)      | 2 | 2  | 1   |       |
| Issam Awarke (LIB)        | 2 | 2  | 0   |       |
| Oscar Strático (ARG)      | 2 | 2  | 0   |       |

#### Pool B
| L              |                         | CP        | TP       |                         | L        |          |
| Omgång 1       | Omgång 1                | Omgång 1  | Omgång 1 | Omgång 1                | Omgång 1 | Omgång 1 |
| -------------- | ----------------------- | --------- | -------- | ----------------------- | -------- | -------- |
| 1              | Jeff Stuebing (CAN)     | 0-4 ST    | 0-12     | Ștefan Rusu (ROU)       | 0        |          |
| 1              | Ali Hussain Faris (IRQ) | 0-4 ST    | 0-12     | Jouko Salomäki (FIN)    | 0        |          |
| 1              | Romelio Salas (COL)     | 1-3 PP    | 5-12     | Mohamed Hamad (EGY)     | 0        |          |
| 0              | Karolj Kasap (YUG)      | 3.5-.5 SP | 13-3     | Abdelaziz Tahir (MAR)   | 1        |          |
| Omgång 2       |                         |           |          |                         |          |          |
| 1              | Jeff Stuebing (CAN)     | 4-0 TF    | 4:56     | Ali Hussain Faris (IRQ) | 2        |          |
| 1              | Ștefan Rusu (ROU)       | 1-3 DC    | 0-0      | Jouko Salomäki (FIN)    | 0        |          |
| 2              | Romelio Salas (COL)     | 0-4 ST    | 0-13     | Karolj Kasap (YUG)      | 0        |          |
| 0              | Mohamed Hamad (EGY)     | 3-1 DC    | 0-0      | Abdelaziz Tahir (MAR)   | 2        |          |
| Omgång 3       |                         |           |          |                         |          |          |
| 2              | Jeff Stuebing (CAN)     | 0-3 PO    | 0-3      | Jouko Salomäki (FIN)    | 0        |          |
| 1              | Ștefan Rusu (ROU)       | 4-0 ST    | 14-0     | Mohamed Hamad (EGY)     | 1        |          |
| 0              | Karolj Kasap (YUG)      |           |          | Bye                     |          |          |
| Omgång 4       |                         |           |          |                         |          |          |
| 1              | Karolj Kasap (YUG)      | 1-3 PP    | 2-4      | Ștefan Rusu (ROU)       | 1        |          |
| 0              | Jouko Salomäki (FIN)    | 4-0 ST    | 12-0     | Mohamed Hamad (EGY)     | 2        |          |
| Sista omgången |                         |           |          |                         |          |          |
|                | Ștefan Rusu (ROU)       | 1-3 DC    | 0-0      | Jouko Salomäki (FIN)    |          |          |
|                | Karolj Kasap (YUG)      | 1-3 PP    | 2-4      | Ștefan Rusu (ROU)       |          |          |
|                | Jouko Salomäki (FIN)    | 1-3 PP    | 1-5      | Karolj Kasap (YUG)      |          |          |

| Brottare                | L | ER | CP  | Sista |
| ----------------------- | - | -- | --- | ----- |
| Jouko Salomäki (FIN)    | 0 | -  | 14  | 4     |
| Ștefan Rusu (ROU)       | 1 | -  | 12  | 4     |
| Karolj Kasap (YUG)      | 1 | -  | 8.5 | 4     |
| Mohamed Hamad (EGY)     | 2 | 4  | 6   |       |
| Jeff Stuebing (CAN)     | 2 | 3  | 4   |       |
| Abdelaziz Tahir (MAR)   | 2 | 2  | 1.5 |       |
| Romelio Salas (COL)     | 2 | 2  | 1   |       |
| Ali Hussain Faris (IRQ) | 2 | 2  | 0   |       |

### Slutkamper
|                        | CP        | TP        |                      |           |
| 5:e plats              | 5:e plats | 5:e plats | 5:e plats            | 5:e plats |
| ---------------------- | --------- | --------- | -------------------- | --------- |
| Martial Mischler (FRA) | 1-3 PP    | 3-6       | Karolj Kasap (YUG)   |           |
| Bronsmatch             |           |           |                      |           |
| Kim Young-Nam (KOR)    | 1-3 PP    | 1-6       | Ștefan Rusu (ROU)    |           |
| Final                  |           |           |                      |           |
| Roger Tallroth (SWE)   | 1-3 PP    | 4-5       | Jouko Salomäki (FIN) |           |